# Fischbach (Eisenach)

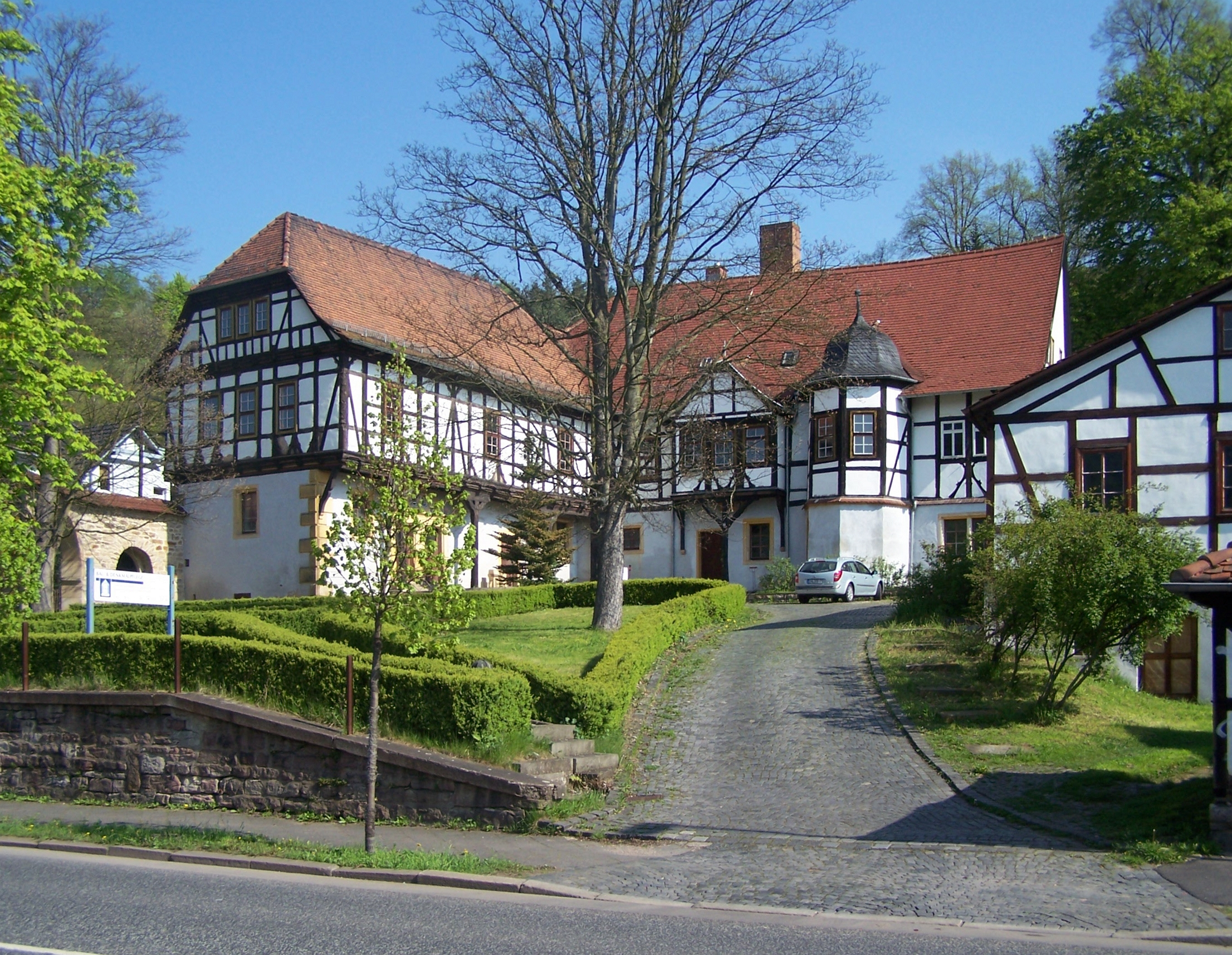
Schloss Fischbach von Süden

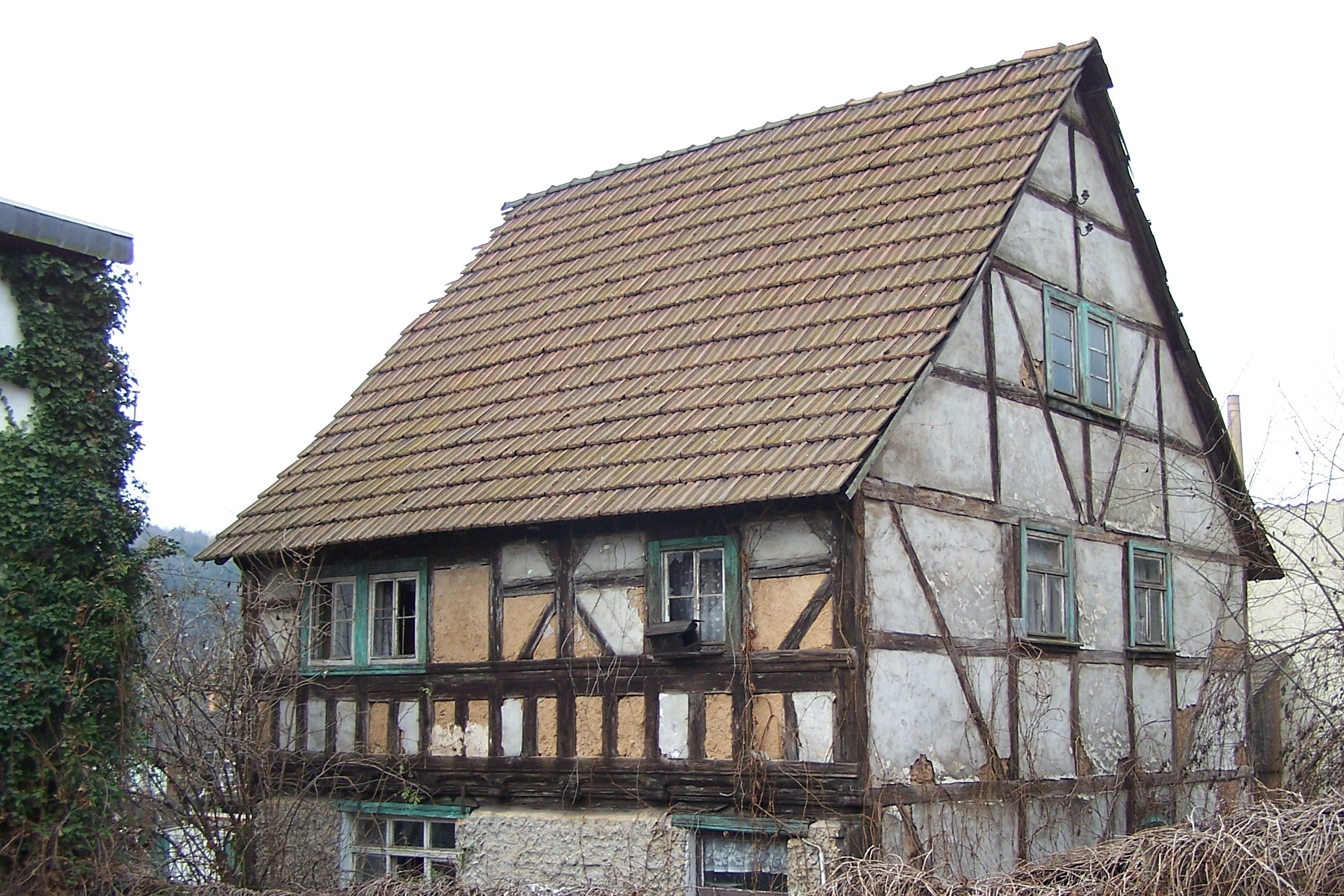
Fachwerkhaus Gothaer Straße 92 – eines der ältesten Häuser in Fischbach, vermutlich noch im 17. Jahrhundert erbaut.

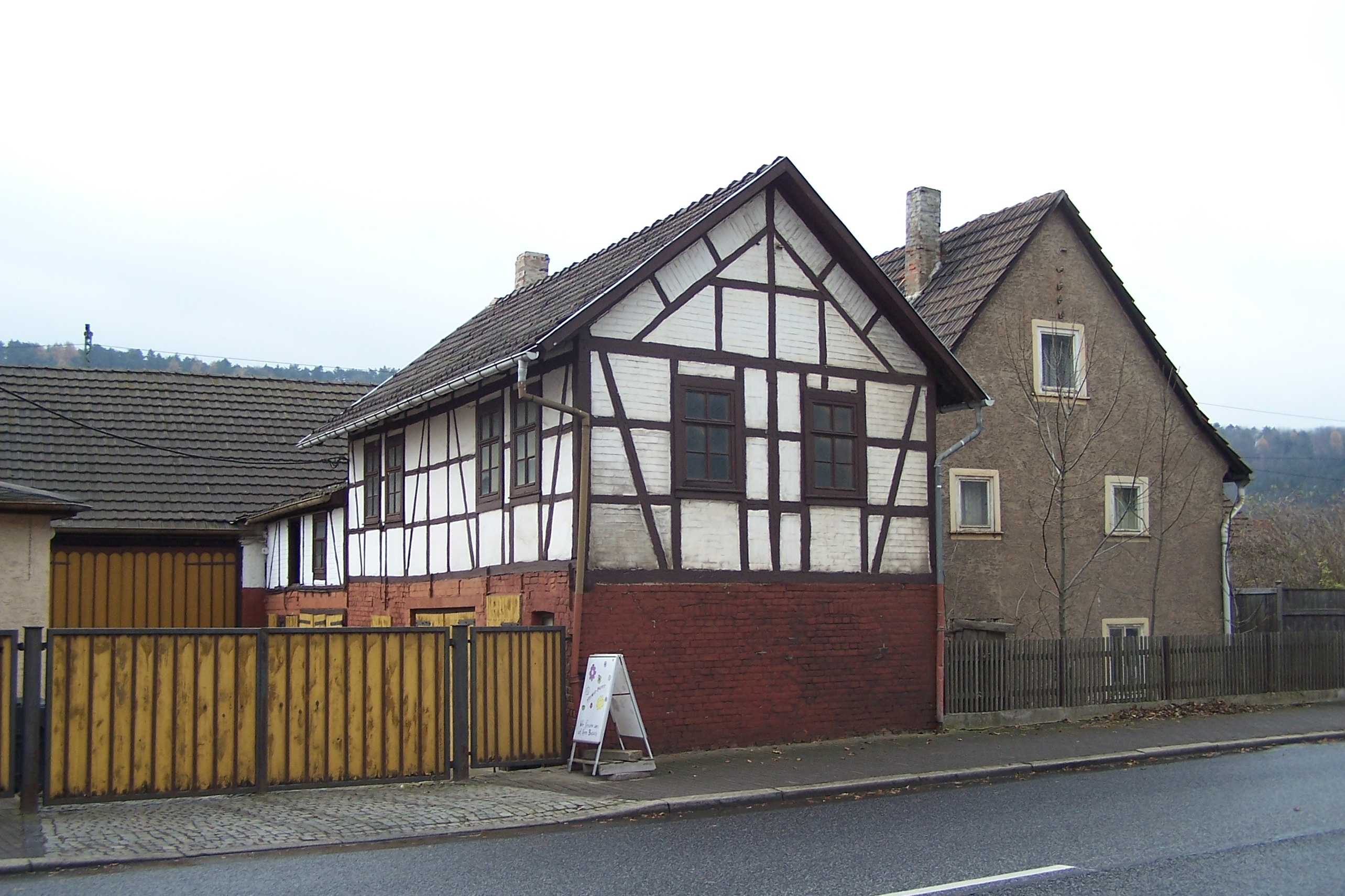
Der landwirtschaftliche Ursprung vieler Häuser ist noch erkennbar.

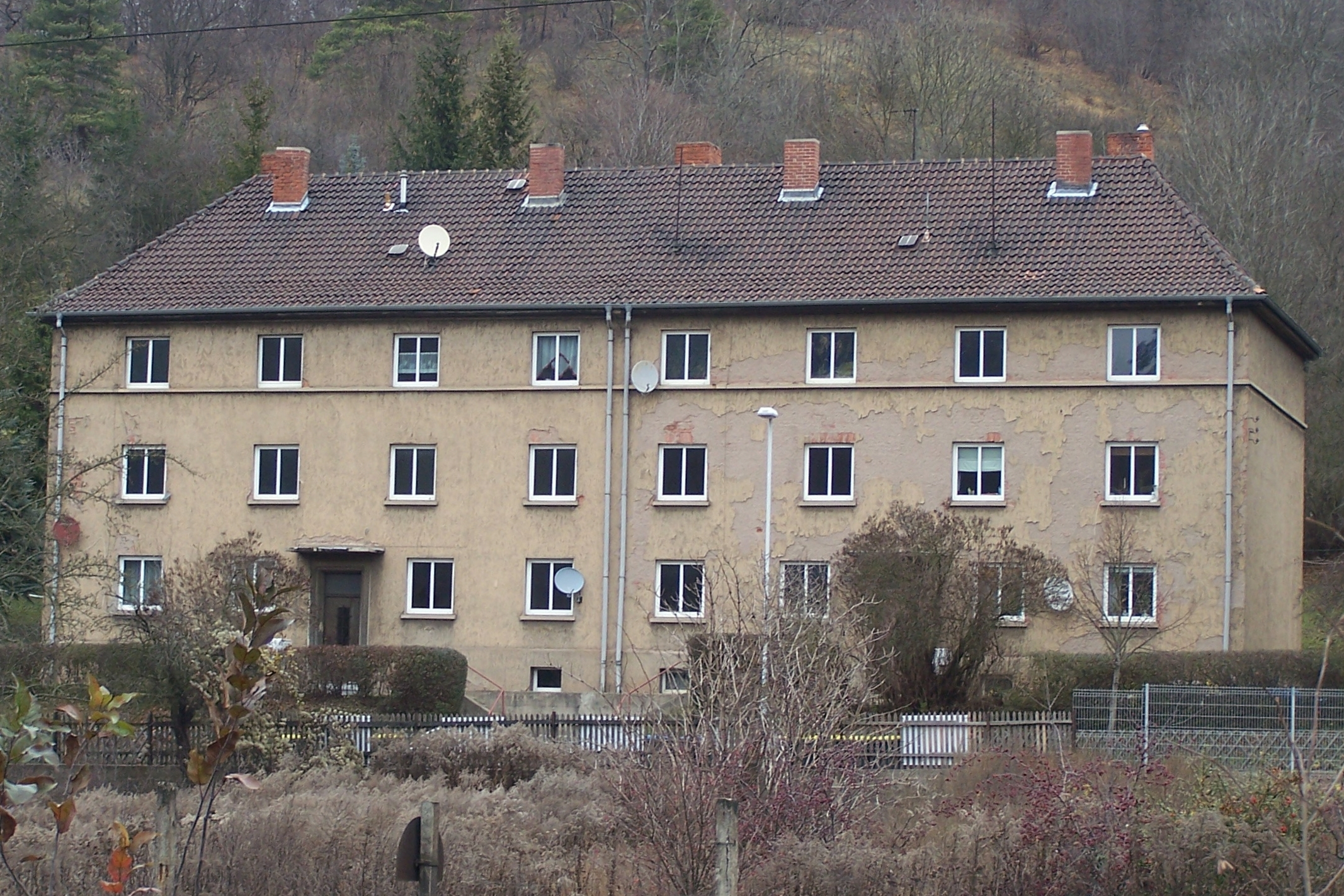
Eine Gruppe Mietshäuser an der Gothaer Straße wurde nach 1920 erbaut.

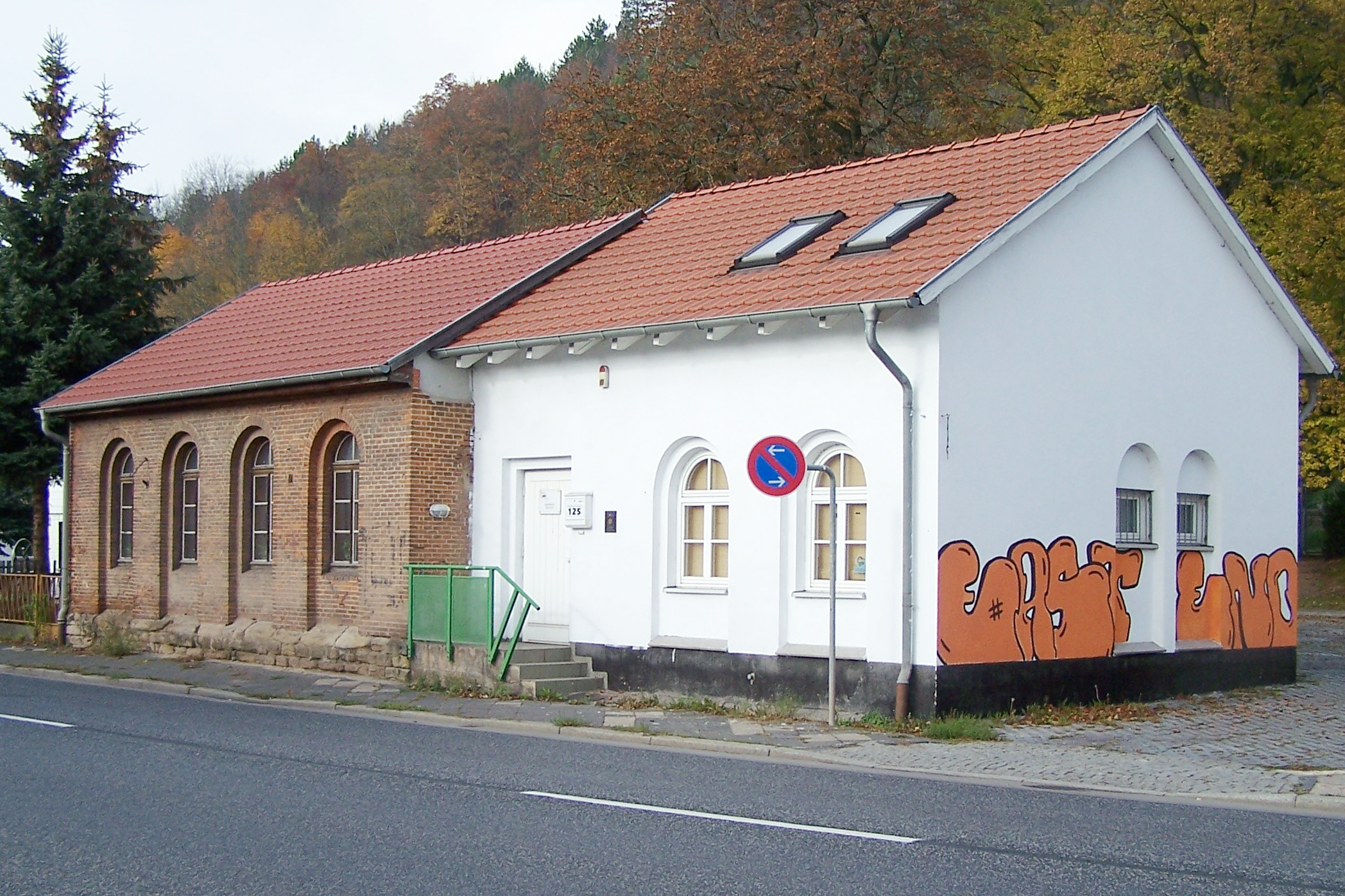
Ehemaliger Kindergarten und heute Jugendclub

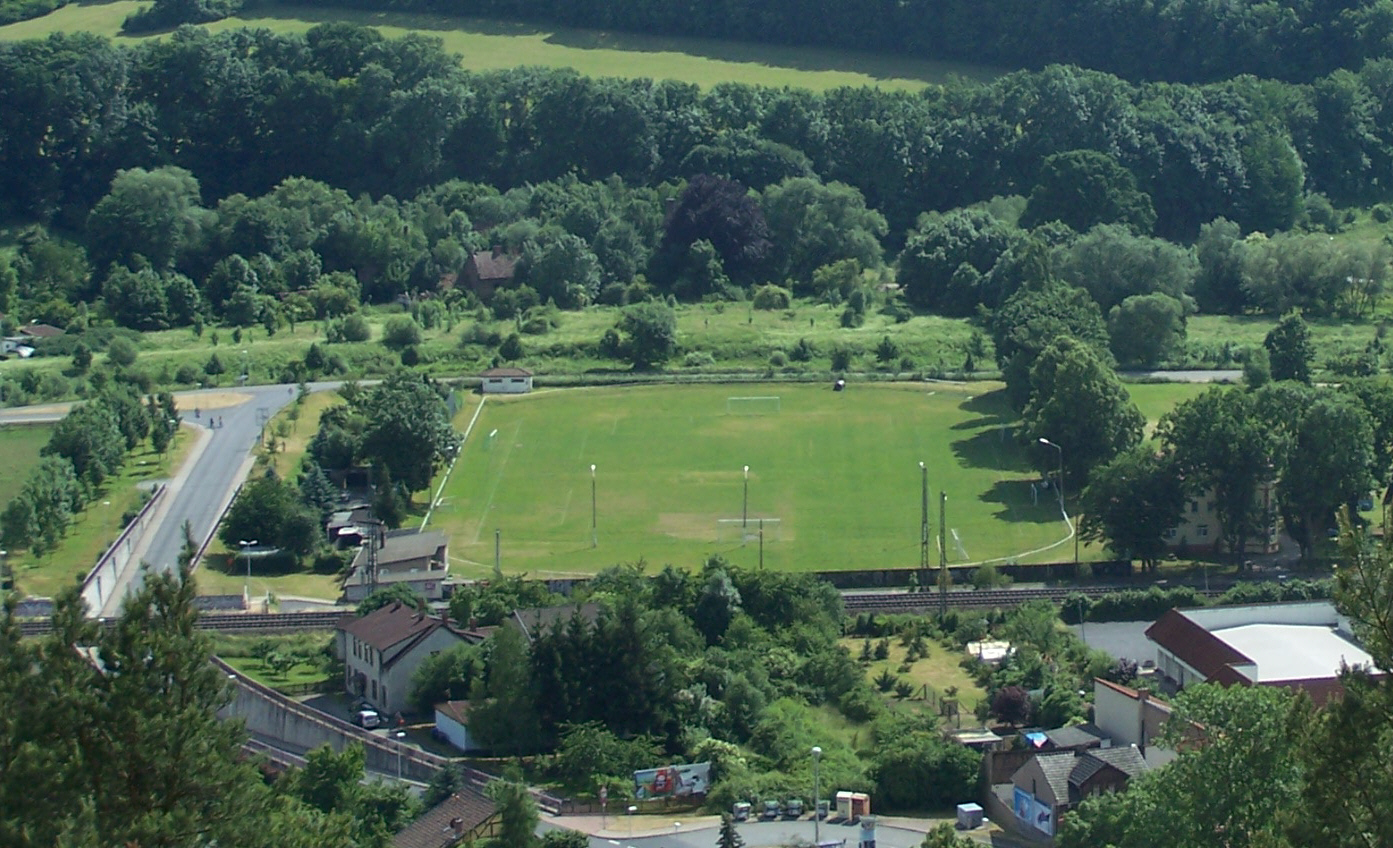
Der Sportplatz am Fischbacher Weg

Der Eisenacher Stadtteil Fischbach ist eine ehemals selbständige Gemeinde im Gebiet der Stadt Eisenach im Wartburgkreis in Thüringen.

## Lage
Fischbach liegt als Straßensiedlung östlich der Kernstadt unter dem Südhang des Petersberges. Durch den Stadtteil führt der östliche Abschnitt der Gothaer Straße, ein 2010 zur Landesstraße 3007 herabgestufter Abschnitt der Bundesstraße 7. Die Hörsel markiert die südliche Flurgrenze. Die geographische Höhe des Ortes beträgt 227 m ü. NN.
In der langgestreckten Flur wurde im 19. Jahrhundert gegen den Willen der Fischbacher Bauern die Bahntrasse der Thüringer Bahn im Abschnitt Erfurt–Eisenach projektiert. Südwestlich entstand das Bahnbetriebswerk Eisenach, südöstlich befindet sich der Rothenhof, südlich das Gefilde. Östlich von Fischbach wurde auf den ehemaligen Äckern das Umspannwerk und eine Gartenkolonie errichtet. Die unmittelbar hinter den Häusern steil ansteigende Hanglage wurde im Mittelalter zum Wein- und Obstanbau genutzt; noch in den 1930er Jahren waren die Anhöhen des Fischbacher Berges und des östlich folgenden Hammelsberges fast kahl.

## Geschichte
Im Zeitraum 822–842 fand die urkundliche Ersterwähnung von Fischbach statt, hierbei handelt es sich aber um den Vorläuferort – die Wüstung "Alte Fischbach" – am Fixepass des Mosbacher Marktweges; sie wurde wahrscheinlich im 13. Jahrhundert im Thüringer Erbfolgekrieg zerstört.
Über dem Tal auf dem Fischbacher Berg befand sich die Malittenburg, eine kleine, zu Beginn des Erbfolgekrieges 1247 errichtete und schon 1261 zerstörte Anlage. Sie diente als Spornburg der Kontrolle der dicht vorbeiführenden Königsstraße. Wälle und Gräben des Bodendenkmals sind leicht erkennbar.
Am Beginn des Malittenburgweges entstand im 16. Jahrhundert aus dem Haupthof des Dorfes das heutige Fischbacher Schloss.
Die Bevölkerung von Fischbach war als Vorort der Stadt Eisenach zu bestimmten Abgaben und Lasten verpflichtet, im Gegenzug erhielten die Fischbacher in Notzeiten Quartier hinter der Eisenacher Stadtmauer.
In Fischbach befanden sich neben einigen Bauernhöfen auch die letzte Eisenacher Töpferei, Bäckereien und mehrere Herbergen. Im heutigen Jugendclubgebäude East-End (ein auffälliger Klinkerbau) am östlichen Ende der Gothaer Straße wurde einer der ersten Kindergärten der Stadt Eisenach untergebracht.
Als zum Ende des 19. Jahrhunderts die Bevölkerung der Kernstadt rasch anwuchs, erfuhr auch Fischbach durch den Bau von mehretagigen Klinkerhäusern eine rasche Zunahme in der Bevölkerungszahl. In Fischbach ließen sich, durch Eisenacher Adressbuch-Einträge belegt, überwiegend Bahnarbeiter nieder, die auf dem nur 400 m entfernten Bahngelände beschäftigt waren. Südlich der Gothaer Straße entstanden am Fischbacher Weg mehrere Gartenbaubetriebe. Die Lücke zur Kernstadt wurde nach dem Ersten Weltkrieg durch Kfz-Werkstätten und Tankstellen an der Gothaer Straße verkleinert. Am 1. Oktober 1922 wurde Fischbach mit einer Reihe weiterer Orte nach Eisenach eingemeindet.
Das auffälligste Gebäude in Fischbach ist das Fischbacher Schlösschen; Herzog Johann Ernst von Sachsen-Eisenach ließ es 1624 für seine Gemahlin Christine um- und ausbauen; es wurde schon im 18. Jahrhundert als Schankwirtschaft genutzt. In den 1980er Jahren war der Renaissancebau Sitz der Eisenacher Außenstelle des Erfurter Institutes für Denkmalpflege. Einige Räume des damals mustergültig sanierten Gebäudekomplexes wurden als Kulturzentrum für die Oststadt genutzt; hier fanden Kulturbund- und Jugendweiheveranstaltungen, Konzerte, Lesungen und Ausstellungen statt. Im Hanggelände, vom Schloss verdeckt, befinden sich als Nebengebäude einige Werkstätten. Mit der Privatisierung des Gebäudes endete diese öffentliche Nutzung; die Anlage, zu der auch ein winziger Park gehört, verfällt nun zusehends.
In der Ortslage von Fischbach befinden sich heute gegenüber dem Schlösschen noch mehrere denkmalgeschützte Fachwerkhäuser; zum Teil sind diese Häuser über 300 Jahre alt und teilweise noch im baufälligen Zustand. Mit dem Bau eines Discount-Marktes am Ostrand der Stadt sowie eines Baumarktes am Fischbacher Weg wurde der Ortsteil zeitweise aufgewertet, inzwischen sind beide Handelsunternehmen wieder abgewandert.
Heute gibt es in Fischbach eine Bäckerei, eine Gärtnerei mit Blumenladen, einen landwirtschaftlichen Betrieb, den Auto-Ersatzteilhandel, den Jugendclub East-End, eine Tierarzt-Praxis sowie einen Sportplatz der BSG Lokomotive Eisenach.